# Ṣaḥāba

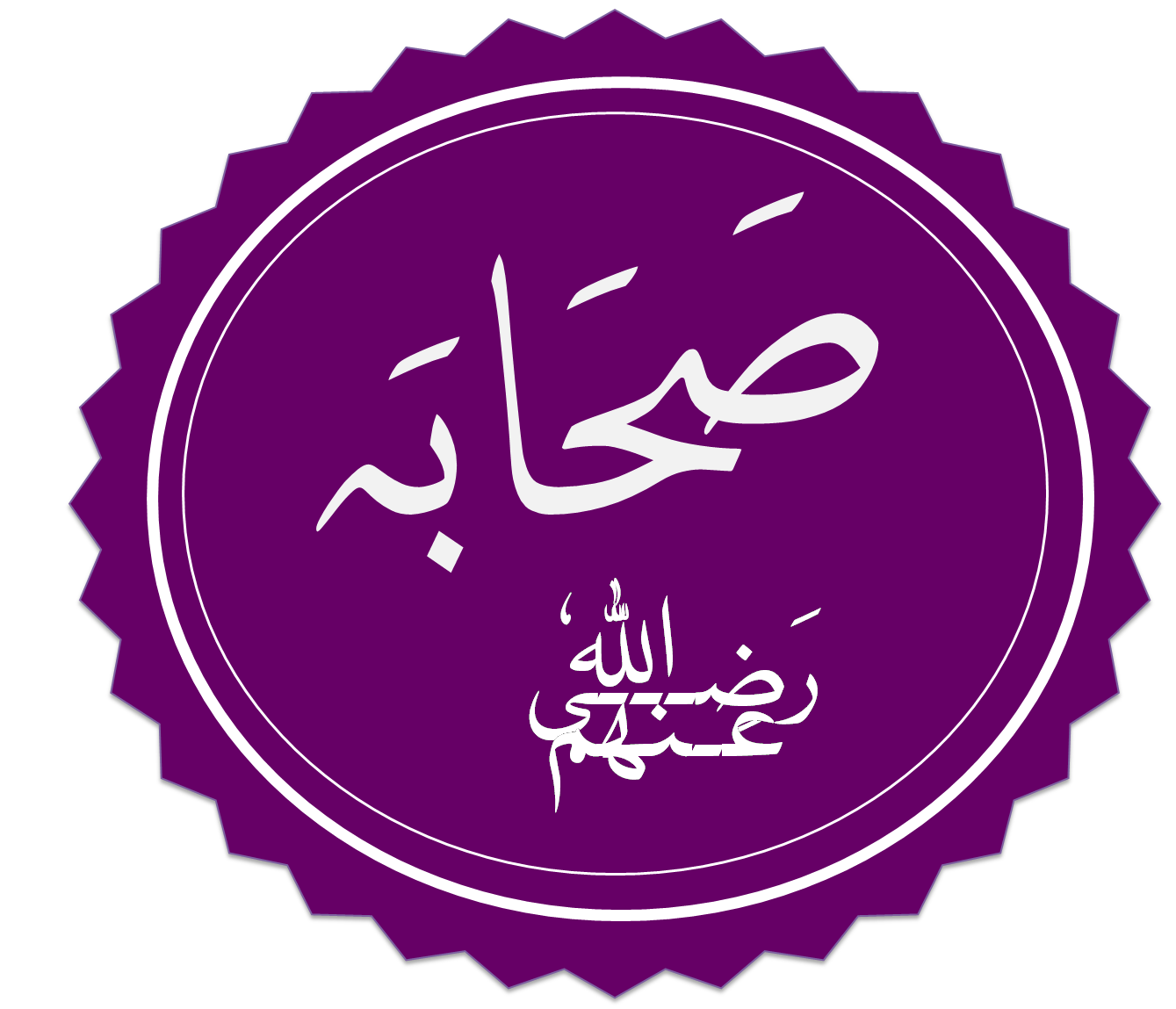
Calligrafia dei Compagni di Maometto. La scritta araba dice Ṣaḥāba e, nell'area sottostante, raḍī Allāh ʿanhum, cioè "Allah sia soddisfatto di loro", eulogia normalmente usata per i Compagni del Profeta.

I Ṣaḥāba (collettivo riferibile al termine Ṣāḥib o Ṣaḥābī, pl. Aṣḥāb, Ṣaḥb) sono i compagni del Profeta, o semplicemente Compagni: il termine arabo è usato per indicare i musulmani di ambo i sessi che siano stati in contatto, sia pure occasionale, con il profeta dell'Islam Maometto.

## Storia
La storia dell'Islam ricorda come siano stati i compagni i primi a memorizzare e trasmettere i ḥadīth relativi a Maometto e il Corano, quest'ultimo prima che fosse messo per iscritto su ordine di ʿUthmān b. ʿAffān, il terzo dei califfi "Rāshidūn".
Ogni compagno è considerato - salva l'eccellenza di Maometto - credente di eccezionale levatura spirituale e morale e ciò per aver potuto usufruire utilmente dell'illuminata guida diretta o indiretta del Profeta, in un periodo storico in cui si considera che l'Islam abbia conosciuto i propri momenti migliori.
Questo non significa necessariamente che i compagni siano stati uomini in assoluto esenti da colpe però erano coloro che più di tutti avevano un'ampia conoscenza riguardo al comportamento e alle leggi che il musulmano doveva seguire, con ciò ne consegue che sono validi esempi da seguire per un musulmano. E tuttavia la dottrina islamica ha determinato che il corruccio di Dio di fronte a un comportamento non esemplare di un compagno o, addirittura, a un suo peccato comporterà un suo più rapido e misericordioso perdono.
Questo, in particolare, per risolvere la difficile questione di chi nella battaglia di Siffin fosse stato dalla parte del torto: se ʿAlī b. Abī Ṭālib o Muʿāwiya b. Abī Sufyān, entrambi Compagni: dilemma su cui già s'interrogarono anche i murgiti che decisero infine di demandare per l'appunto a Dio l'arduo responso, attendendo l'aldilà per conoscerlo.
La generazione successiva ai Compagni, e che con essi abbia avuto relazioni più o meno prolungate, è definita "dei Seguaci" (in arabo Tabiʿūn/īn).